# Canton de La Machine
Le canton de La Machine est une ancienne division administrative française située dans le département de la Nièvre et la région Bourgogne.

## Géographie
Ce canton est organisé autour de La Machine. Il est l'un des 13 cantons de l'arrondissement de Nevers. Son altitude varie de 177 m (Béard) à 297 m (Sougy-sur-Loire).

## Représentation
| Période | Période | Identité          | Étiquette | Qualité |
| ------- | ------- | ----------------- | --------- | --- |
| 1973    | 1979    | Pierre Perronnet  | PCF       | Traceur sur meubles (retraité) Maire de Saint-Léger-des-Vignes (1945-1977) Ancien conseiller général du canton de Decize |
| 1979    | 1998    | Paulette Lavergne | PCF       | Infirmière Maire de La Machine (1989-1995)                                                                               |
| 1998    | 2015    | Daniel Barbier    | PS        | Directeur CFA agricole, maire de La Machine depuis 2001 Elu en 2015 dans le Canton d'Imphy                               |

## Composition
Le canton de La Machine groupait 7 communes et comptait 7 422 habitants (population municipale de 2006).
| Communes               | Population (2012) | Code postal | Code Insee |
| ---------------------- | ----------------- | ----------- | ---------- |
| Béard                  | 167               | 58160       | 58025      |
| Druy-Parigny           | 337               | 58160       | 58105      |
| La Machine             | 3 563             | 58260       | 58151      |
| Saint-Léger-des-Vignes | 2 082             | 58300       | 58250      |
| Saint-Ouen-sur-Loire   | 500               | 58160       | 58258      |
| Sougy-sur-Loire        | 585               | 58300       | 58280      |
| Thianges               | 188               | 58260       | 58291      |

## Démographie
| 1962  | 1968  | 1975  | 1982  | 1990  | 1999  | 2006  | 2009 |
| ----- | ----- | ----- | ----- | ----- | ----- | ----- | ---- |
| 9 100 | 9 570 | 8 731 | 8 306 | 8 066 | 7 505 | 7 422 | -    |

Histogramme de l'évolution démographique depuis 1962 :